# صنم بلوش
صنم بلوش (بالأردوية: صنم بلوچ)‏ (14 يوليو 1986 - )؛ ممثلة ومقدمة تلفزيونية باكستانية.

## الحياة الشخصية
تزوجت صنم من زمليها المغني وكاتب الأغاني عبد الله فرحات في 12 أكتوبر 2013 في حفل بسيط في كراتشي، ولقد التقيا أثناء العمل في القناة التلفزيونية التي تعمل بها، وبعد زواجهما غيرت اسمها إلى صنم عبد الله. نفى فريق العلاقات العامة لدى صنم شائعة طلاقهم في أبريل 2018، في أكتوبر 2018 أكدت صنم انفصالها عن عبد الله على رغم من أنهما يحافظان على علاقة ودية بينهما، في نوفمبر 2019 أكدت صنم أنها مخطوبة من النقيب صفوان يو بات.

## الحياة المهنية
بدأت صنم حياتها المهينة كمقدمة برامج حوارية في قناة التلفزيون السندية، استضافت عرضين (سمول رووم) و(ديو) على قناة بى تى أن وظهرت في مسرحية فهد مصطفى الطوية (كلارك) كما ظهرت صنم مع فؤاد خان في دراما تليفزنوية (Dastaan) وكان دورها في دراما حقوق المرأة، انتقلت بعد ذلك إلى قناة Hum في برنامج Subha Saveray Samaa Kesaath، حاليا تقدم برنامج صباحي على قناة سما، لقد وقعت عقدا مع ARY بدلا من عرضها الصباحي Hum، وهي واحدة من الممثلات الأعلى أجرا في الباكستان.

## الجوائز
- جائزة لوكس ستايل لأفضل ممثلة قمرصناعى لسهرة (تيرى بيارس)
- جائزة لوكس ستايل لأفضل ممثلة لجائزة دام
- جائزة الإعلام الباكستانى لأفضل ممثلة عن فيلم Dastaan 2011
- جائزة أفضل ممثلة Roshan Sitara 2012
- جائزة أفضل ممثاة تلفزيونية 2010Noor Purki
- جائزة PTV أفضل ممثلة 20112 Sehra Teri Payas
- جوائز الإعلام الباكستانى لأفضل برنامج صباحى

## روابط خارجية
- صنم بلوش على موقع IMDb (الإنجليزية)
- صنم بلوش على موقع قاعدة بيانات الفيلم (الإنجليزية)